# Eleonora Reicher
Eleonora Reicher, ps. Barbara (ur. 29 września 1884 w Warszawie, zm. 12 marca 1973 tamże) – polska lekarz reumatolog, profesor Akademii Medycznej w Warszawie, twórczyni reumatologii polskiej.

## Młodość
Urodziła się w rodzinie żydowskiej. Jej ojcem był Bernard – współwłaściciel fabryki wstążek i butów, a matką Eleonora z Wolfowiczów.
Uczęszczała do prywatnej katolickiej szkoły M. Matuszewskiej w Warszawie. W 1903 roku ochrzciła się, co sprawiło, że zgodnie z obowiązującym wówczas w Kraju Nadwiślańskim Kodeksem Napoleona stała się pełnoletnia. Następnie wyjechała do Szwajcarii, gdzie w 1906 roku we Fryburgu ukończyła kurs przygotowawczy. W latach 1906–1907 studiowała medycynę na Sorbonie w Paryżu, a od roku 1907 do 1909 i od 1912 do 1914 kontynuowała te studia w Bernie. Oprócz tego w latach 1909–1912 studiowała biologię w Bernie. Studia biologiczne ukończyła w 1912 roku, a medyczne w 1914 roku.

## Początek kariery naukowej
Po studiach w latach 1914–1916 pracowała jako lekarz pod Grójcem, a także z rozkazu Wszechrosyjskiego Związku Ziemstw, zakładała szpitale przyfrontowe i szpital dla chorych na tyfus. W 1916 roku ponownie wyjechała do Szwajcarii, gdzie rok później w Bernie uzyskała dyplom lekarza. Następnie została asystentem kliniki chorób wewnętrznych Uniwersytetu w Bernie u H. Sahli’ego. Potem obroniła doktorat. W 1920 roku powróciła do Polski, gdzie przez kilka miesięcy w stopniu oficera była lekarzem w Ochotniczej Legii Kobiet w Warszawie. W latach 1921–1927 była starszym asystentem II kliniki Chorób Wewnętrznych, której kierownikiem był Antoni Gluziński, a następnie Witold Orłowski.
W latach 1925–1932 pracowała w Ubezpieczalni Społecznej. Była też konsultantem przy budowie Centralnego Instytutu Wychowania Fizycznego, który został otwarty w 1929 roku. W tym czasie zajęła się chorobami narządu ruchu – reumatologią, która była wówczas mało znaną i niedoprecyzowaną dyscypliną naukową. Od 1930 roku należała do współzałożycieli Polskiego Towarzystwa Zwalczania Gośćca. W 1932 roku zorganizowała, a następnie do 1939 roku kierowała pierwszą Poradnią Przeciwreumatyczną przy Klinice Chorób Wewnętrznych.
W latach 1927–1939 była adiunktem Klinicznej Poradni Wychowania Fizycznego, która powstała przy Klinice Chorób Wewnętrznych. W 1933 roku uzyskała habilitację z medycyny sportowej, chorób wewnętrznych i chorób narządu ruchu, czyli reumatologii. W latach 1933–1939 była wykładowczynią na Wydziale Lekarskim Uniwersytetu Warszawskiego. W 1934 roku jako pierwszy lekarz z Polski reprezentowała kraj na Międzynarodowym Zjeździe Reumatologów w Moskwie, a później w Paryżu.

## Życie religijne
Od 1921 roku zaczęła się opiekować niewidomymi z Zakładu dla Niewidomych, prowadzonym przez siostry Franciszkanki Służebnice Krzyża. Na krótko nawet zamieszkała w tym zakładzie. W tym samym roku siostry otrzymały tereny w Laskach pod Warszawą i rozpoczęły budowę Zakładu dla Niewidomych. Również Eleonora Reicher kupiła tam ziemię, żeby móc współpracować z siostrami. Około 1923 roku wspólnie z Tadeuszem Romerem założyła w Warszawie Koło Studiów Katolickich, które prowadziło działalność literacko-wydawniczą. Oprócz tego opracowywała żywoty świętych. W 1927 roku w wydawnictwie prowadzonym przez Koło Studiów Katolickich ukazała się jej książka o Świętym Wincentym a Paulo, a w 1934 o Ojcu Rafale Kalinowskim. Oprócz tego w 1928 roku przetłumaczyła na język polski „Modlitwy świętego Tomasza z Akwinu” i błogosławionego Alberta Wielkiego. Napisał też w 1927 roku artykuł pt. Ideowe podłoże intelektualnego ruchu katolickiego w Polsce, który ukazał się w „Studiach Katolickich”.

## Okres okupacji hitlerowskiej
Jeszcze przed wkroczeniem Niemców do Warszawy pracowała w II Klinice Chorób Wewnętrznych. Po wkroczeniu Niemców do Warszawy 28 września 1939 roku, została zwolniona z pracy ze względu na pochodzenie. W latach 1939–1940 utworzyła z ramienia Polskiego Czerwonego Krzyża Sekcję Opieki nad Dziećmi Opuszczonymi w Czasie Wojny, szpitalik dla dzieci opuszczonych i kalek przy ul. Piusa XI obecna ul. Piękna i Poradnię dla Dzieci i Młodzieży przy ul. Śniadeckich 11. W 1940 roku opuściła swoje mieszkanie przy ul. Polnej i od tego czasu ukrywała się pod nazwiskiem: Barbara Gorecka lub Kozłowska.
Najpierw mieszkała przy ul. Rakowieckiej u sióstr zakonnych, gdzie pracowała jako pielęgniarka, potem mieszkała w Laskach u Sióstr Franciszkanek. W czasie wojny szkoliła pielęgniarki, sanitariuszki, prowadziła wykłady dla lekarzy, współpracowała z Radą Pomocy Żydom, krypt. Żegota i z Komendą Główną Armii Krajowej.
Doszła do stopnia kapitana, używała pseudonimu Barbara. Żyła wówczas z pieniędzy otrzymywanych od Franciszkanek za ziemię w Laskach i z czynszu z własnej kamienicy przy Nowym Świecie. Podczas powstania warszawskiego pracowała w szpitalu przy ul. Rakowieckiej. Po powstaniu zatrzymała się na plebanii na Okęciu.

## Okres powojenny
Po wojnie pracowała najpierw na Uniwersytecie Warszawskim jako adiunkt, następnie od 1 października 1946 roku jako docent i od 21 października 1947 jako profesor tytularny. W 1945 roku została kierownikiem Sekcji Reumatologicznej, powołanej przez Państwową Radę Zdrowia. Rada ta działała przy Ministrze Zdrowia. W tym czasie zaczęły powstawać poradnie reumatologiczne. Pierwsza poradnia reumatologiczna w Warszawie została utworzona przez Eleonorę Reicher około 1945 roku przy ul. Wiejskiej. Później poradnia znajdowała się w jej mieszkaniu przy ul. Polnej 40 i stała się zaczątkiem Państwowego Instytutu Reumatologicznego. Instytut powstał 1 stycznia 1948 roku i Eleonora Reicher została jego pierwszym dyrektorem. W 1951 roku Instytut zmienił nazwę na Instytut Reumatologii.
W latach 1949–1956 była kierownikiem Katedry Reumatologii na Wydziale Lekarskim Uniwersytetu Warszawskiego, a następnie Akademii Medycznej. Zajęcia ze studentami odbywały się w Państwowym Instytucie Reumatologicznym. W latach 1945–1948 była też naczelnym lekarzem Ministra Spraw Zagranicznych, kierowała również od września 1945 do czerwca 1946 zorganizowaną przez siebie Poradnią Lekarską dla Młodzieży Szkolnej, była też w latach 1946–1951 lekarzem Ubezpieczalni Społecznej i konsultantem w lecznicy Ministra Zdrowia.

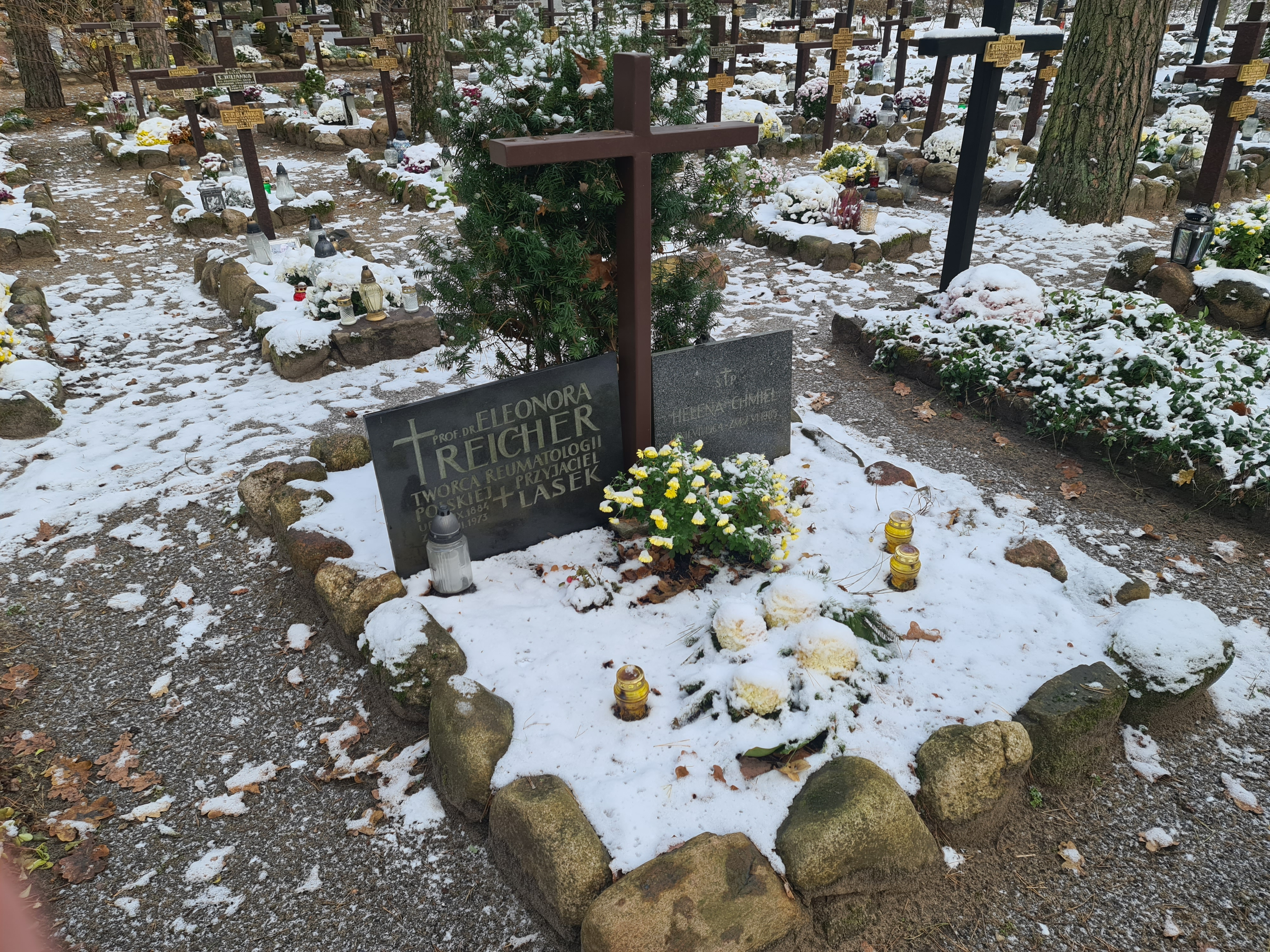
Grób prof. Eleonory Reicher na cmentarzu leśnym w Laskach

1 sierpnia 1958 przeszła na emeryturę, natomiast dyrektorem Instytutu Reumatologicznego była do 30 kwietnia 1961 roku. Po przejściu na emeryturę pracowała jako konsultant Szpitala Bielańskiego i honorowy konsultant Oddziału Instytutu Reumatologicznego w Konstancinie, gdzie został zorganizowany pierwszy w Polsce Zakład Pracy Chronionej dla chorych na reumatyzm i Zakład Lecznico-Szkoleniowy dla dziewcząt. Nadal prowadziła zajęcia dla studentów i lekarzy w Akademii Medycznej i Instytucie Doskonalenia Kadr Lekarskich. Zorganizowała również sieć placówek lecznictwa reumatologicznego i sprawowała nad nią nadzór jako konsultant krajowy z zakresu reumatologii. Opublikowała ponad 60 prac naukowych.
Zmarła 12 marca 1973 w Warszawie i zgodnie ze swoim życzeniem została pochowana na cmentarzu leśnym w Laskach pod Warszawą.

## Zainteresowania
Zajmowała się różnymi dziedzinami medycyny wewnętrznej: badała skład morfologiczny krwi w przebiegu chorób, zjawiska opadania krwinek, działanie adrenaliny, układ wegetatywny, schorzenia układu dokrewnego, choroby serca, działania ćwiczeń cielesnych na organizm, choroby narządu ruchu.
Po II wojnie światowej interesowała się głównie i badała patogenezę, diagnostykę i terapię gośćca przewlekłego postępującego i choroby pokrewne, różnicowanie „lupus erytematodes” od innych chorób gośćcowych o cechach kolegenozy, balneoterapię gośćca.
Poza medycyną interesowała się również literaturą i sztuką oraz malarstwem, sama również malowała.

## Instytucje, które założyła lub z którymi współpracowała
Była współzałożycielką w 1923 roku „Polskiego Archiwum Medycyny Wewnętrznej” i wchodziła w skład jego komitetu redakcyjnego, była również w latach 1935–1937 współredaktorką biblioteki „Wychowanie Fizyczne Kobiet”, oprócz tego była: członkiem kolegium redakcyjnego „Polskiego Tygodnika Lekarskiego” i „Reumatologii”, członkiem redakcji „Postępów Kardiologii”, w latach 1954–1957 redaktorem „Postępów Reumatologii”, a od stycznia do lutego 1959 roku redaktorem „Reumatologii Polskiej”. Poza tym była członkiem Zarządu Głównego Polskiego Towarzystwa Reumatologicznego i jego honorową przewodniczącą, była również członkiem honorowym towarzystw reumatologicznych Holandii, Jugosławii, Szwecji, Turcji, USA i Włoch. Należała do rad naukowych Państwowego Instytutu Reumatologicznego, Instytutu Reumatologicznego, Państwowego Instytutu Balneologicznego, do Rady Naukowej przy Ministrze Zdrowia i Komitetu Nauk Medycznych PAN.

## Odznaczenia
Za swoją działalność w 1951 otrzymała Państwową Nagrodę Naukową II stopnia, Krzyż Kawalerski (1949) i Oficerski Orderu Odrodzenia Polski (1954), Order Sztandaru Pracy I klasy (1960) oraz Krzyż Armii Krajowej.